# A Boy and His Dog
A Boy and his Dog (alternatieve titel: Psycho Boy and his Killer Dog) is een post-apocalyptische actiefilm uit 1975 onder regie van L.Q. Jones. Het verhaal hiervan is gebaseerd op een aantal verhalen van Harlan Ellison. De film won de Hugo Award voor beste dramatische presentatie en de Golden Scroll voor beste acteur (Don Johnson). Daarnaast was A Boy and His Dog ook genomineerd voor de Golden Scroll voor beste sciencefictionfilm. De film bevindt zich in het publiek domein.

## Verhaal
Het is 2024, vlak na de vierde wereldoorlog. Een atoombom heeft van de aarde een grote woestijn gemaakt. Een jongen, genaamd Vic, vindt als hij samen met zijn telepathisch pratende hond Blood naar eten zoekt een ondergrondse beschaving. Deze beschaving leeft nog op de manier hoe de wereld eruitzag voor de oorlogen. Vic wordt verliefd op de dochter van de ondergrondse leider. Als de leider hierachter komt wil hij hem gebruiken als redder van zijn onvruchtbare volk, door hem zijn dochter zwanger te laten maken en hem dan weg te werken.

## Rolverdeling
| Acteur           | Personage                   |
| ---------------- | --------------------------- |
| Don Johnson      | Vic                         |
| Susanne Benton   | Quilla June Holmes          |
| Jason Robards    | Lou Craddock                |
| Tim McIntire     | Blood (stem)                |
| Alvy Moore       | Doctor Moore                |
| Helene Winston   | Mez Smith                   |
| Charles McGraw   | Preacher                    |
| Hal Baylor       | Michael                     |
| Ron Feinberg     | Fellini                     |
| Michael Rupert   | Gery                        |
| Don Carter       | Ken                         |
| Michael Hershman | Richard                     |
| L.Q. Jones       | Acteur in pornofilm (cameo) |